# Hardt (Reichshof)
Hardt ist ein Ort von 106 Ortschaften der Gemeinde Reichshof im Oberbergischen Kreis im nordrhein-westfälischen Regierungsbezirk Köln in Deutschland.

## Lage und Beschreibung
Hardt liegt nordöstlich der Wiehltalsperre, die nächstgelegenen Zentren sind Gummersbach (20 km nordwestlich), Köln (50 km westlich) und Siegen (34 km südöstlich).

## Geschichte

### Erstnennung
1509 wurde der Ort das erste Mal urkundlich erwähnt und zwar „Bei einem Grenzumgang verläuft die Grenze ,bis uff die Hair an dem Heiligen stock’.“
Schreibweise der Erstnennung: uf der Hair
Die Grenzbegehung zwischen dem „Ambte Windecken, Lande van Homberg, dat Landt, dat Land van der Markt, Stift van Collen und der Herschaft van Wildenberg“, bei der auch Derschlag, Baldenberg, Hüngringhausen, Halstenbach, Geislingen, Silberkuhle, Husten, Huppen, Eulen und Langenbach genannt werden. Die Urkunde befindet sich in der Akte Jülich-Berg II im Hauptstadtarchiv in Düsseldorf. Dort ist die Ortslage von Hardt wie folgt beschrieben: „...uf den Heoppen, van dan bis strack in die Hohe heraff bis unf die Hair an den heiligen Stock.“
Hardt bestand zunächst wahrscheinlich nur aus einem Einzelgehöft. So ist es auch in den Mercartorkarten von 1541 und 1575 verzeichnet. Durch den Dreiherrenstein bei Kamp wurden die drei Herrschaftsgebiete Köln, Berg und Wildenburg markiert. Dieser mit 1,60 m hohe ungewöhnlich hohe Monolith ersetzte Ende des 16. Jahrhunderts die Kamper Grenzeiche (Campeich) die noch in der Mercatorkarte von 1575 verzeichnet ist.
| Bevölkerungsentwicklung | Bevölkerungsentwicklung |
| Jahr                    | Einwohner               |
| ----------------------- | ----------------------- |
| 1991                    | 63                      |
| 2005                    | 55                      |
| 2006                    | 49                      |
| 2008                    | 49                      |
| 2017                    | 51                      |
| 2018                    | 53                      |
| 2019                    | 50                      |

## Vereinswesen
- Dorfgemeinschaft Hardt

## Wettbewerb – Unser Dorf soll schöner werden
Im Rahmen des bundesweit ausgetragenen Wettbewerbs "Unser Dorf soll schöner werden" hat Hardt bereits einige Preise erhalten. Darunter:
- 1992 Kreisebene Gold